# 新昌県
新昌県（しんしょう-けん）は中華人民共和国浙江省に位置する省直轄の県であり、しばらくの間、紹興市の代理管轄下に置かれている。

## 行政区画
- 街道：羽林街道、南明街道、七星街道、澄潭街道
- 鎮：回山鎮、沃洲鎮、小将鎮、沙渓鎮、鏡嶺鎮、儒嶴鎮
- 郷：城南郷、東茗郷